# Tilapia sparrmanii
Tilapia sparrmanii е вид лъчеперка от семейство Цихлиди (Cichlidae).

## Разпространение
Видът е разпространен в Ангола, Ботсвана, Демократична република Конго, Замбия, Зимбабве, Малави, Мозамбик, Намибия, Свазиленд, Танзания и Южна Африка (Квазулу-Натал).